# Émile Zermani
Émile Zermani (* 25. September 1910 in Algier; † 10. Mai 1983) war ein französischer Fußballspieler.

## Vereinskarriere
Zermani spielte für den lokalen Verein CA Gombertois aus der südfranzösischen Stadt Marseille, bevor er 1933 zum Stadtrivalen Olympique Marseille in die erste Liga wechselte und damit den Sprung in den Profifußball schaffte. Der offensive Mittelfeldspieler debütierte am 3. September 1933 bei einem 4:0-Sieg seiner Mannschaft gegen den OGC Nizza und konnte dabei gleich sein erstes Tor beisteuern. Anschließend lief er regelmäßig für das Team auf, mit dem ihm der Einzug ins Pokalfinale 1934 gelang; Zermani brachte Marseille zwar in der zweiten Minute in Führung, war am Ende aber dennoch mit 1:2 dem FC Sète unterlegen und verpasste somit einen möglichen ersten Titelgewinn.
Im Verlauf der Spielzeit 1934/35 erreichte er mit elf Treffern in der Liga nicht nur die beste Torausbeute in einem Jahr dieses Wettbewerbs, sondern schaffte ein weiteres Mal den Sprung ins Pokalendspiel. Obwohl er dort anders als im Vorjahr nicht traf, gewann er dank eines 3:0-Erfolgs seiner Mannschaft gegen Stade Rennes erstmals einen Titel. Mannschaftsintern behauptete Zermani in den darauffolgenden Jahren seinen Stammplatz und zählte zu den Leistungsträgern, als Olympique sich in der Saison 1936/37 den ersten Meistertitel der Vereinsgeschichte sichern konnte. Der Spieler, der seine gesamte Profikarriere bei Marseille absolvierte, scheiterte mit dem Klub im folgenden Jahr an der Titelverteidigung. Seine letzte Partie in der obersten Liga bestritt Zermani am 30. April 1939 bei einem 0:2 gegen den Le Havre AC; an den von 1939 bis 1944 andauernden Kriegsmeisterschaften nahm er nicht mehr teil, sondern beendete im Sommer 1939 mit 28 Jahren seine Laufbahn. Insgesamt stand er bei 138 Erstligaspielen auf dem Platz und erzielte dabei 42 Tore.

## Nationalmannschaft
Der Spieler erreichte sein Debüt für die französische Nationalelf, als er am 27. Oktober 1935 bei einer 1:2-Niederlage gegen die Schweiz aufgeboten wurde; dabei blieb er ohne Torerfolg. Zu einem weiteren Einsatz im Trikot der Franzosen kam Zermani allerdings nicht.